# Кворрівілл (Пенсільванія)
Кворрівілл (англ. Quarryville) — місто (англ. borough) в США, в окрузі Ланкастер штату Пенсільванія. Населення — 2843 особи (2020).

## Географія
Кворрівілл розташований за координатами 39°53′44″ пн. ш. 76°9′43″ зх. д. / 39.89556° пн. ш. 76.16194° зх. д. (39.895528, -76.162022).  За даними Бюро перепису населення США в 2010 році місто мало площу 3,40 км², з яких 3,34 км² — суходіл та 0,05 км² — водойми.

## Демографія
Згідно з переписом 2010 року, у селищі мешкало 2576 осіб у 1019 домогосподарствах у складі 715 родин. Густота населення становила 759 осіб/км².  Було 1070 помешкань (315/км²).
Расовий склад населення:
| - 94,1 % — білих - 1,2 % — чорних або афроамериканців - 0,6 % — азіатів - 0,2 % — вихідців з тихоокеанських островів - 0,2 % — корінних американців - 1,9 % — осіб інших рас |

До двох чи більше рас належало 1,7 %. Частка іспаномовних становила 4,7 % від усіх жителів.
За віковим діапазоном населення розподілялося таким чином: 25,9 % — особи молодші 18 років, 60,4 % — особи у віці 18—64 років, 13,7 % — особи у віці 65 років та старші. Медіана віку мешканця становила 34,9 року. На 100 осіб жіночої статі у селищі припадало 93,1 чоловіків;  на 100 жінок у віці від 18 років та старших — 90,2 чоловіків також старших 18 років.
Середній дохід на одне домашнє господарство  становив 66 657 доларів США (медіана — 54 476), а середній дохід на одну сім'ю — 74 558 доларів (медіана — 60 040). Медіана доходів становила 43 654 долари для чоловіків та 37 311 долар для жінок. За межею бідності перебувало 9,8 % осіб, у тому числі 16,3 % дітей у віці до 18 років та 10,7 % осіб у віці 65 років та старших.
Цивільне працевлаштоване населення становило 1258 осіб. Основні галузі зайнятості: освіта, охорона здоров'я та соціальна допомога — 23,8 %, виробництво — 13,0 %, роздрібна торгівля — 11,9 %.